# Dyskografia Cradle of Filth
Dyskografia grupy Cradle of Filth, obejmuje albumy studyjne i koncertowe, wydawnictwa demo, single, teledyski, wideografię, bootlegi oraz kompilacje i ścieżki dźwiękowe do filmów na których znalazły się utwory zespołu.

## Albumy studyjne
| Rok                            | Album                                                                                         | Pozycja na liście | Pozycja na liście | Pozycja na liście | Pozycja na liście | Pozycja na liście | Pozycja na liście | Pozycja na liście | Pozycja na liście | Pozycja na liście | Pozycja na liście | Pozycja na liście | Pozycja na liście | Pozycja na liście |
| Rok                            | Album                                                                                         | UK                | AUS               | AUT               | BEL (FL)          | BEL (WA)          | FIN               | FRA               | GER               | NLD               | SWE               | SWI               | US                | POL               |
| ------------------------------ | --------------------------------------------------------------------------------------------- | ----------------- | ----------------- | ----------------- | ----------------- | ----------------- | ----------------- | ----------------- | ----------------- | ----------------- | ----------------- | ----------------- | ----------------- | ----------------- |
| 1994                           | The Principle of Evil Made Flesh - Data: 24 lutego 1994 - Wydawca: Cacophonous Records        | –                 | –                 | –                 | –                 | –                 | –                 | –                 | –                 | –                 | –                 | –                 | –                 | –                 |
| 1996                           | Dusk...and Her Embrace - Data: 28 sierpnia 1996 - Wydawca: Music for Nations                  | 107               | –                 | –                 | –                 | –                 | 24                | –                 | –                 | –                 | –                 | –                 | –                 | –                 |
| 1998                           | Cruelty and the Beast - Data: 27 kwietnia 1998 - Wydawca: Music for Nations                   | 48                | –                 | 24                | –                 | –                 | 13                | 34                | 47                | 37                | –                 | –                 | –                 | –                 |
| 2000                           | Midian - Data: 30 października 2000 - Wydawca: Music for Nations                              | 63                | –                 | –                 | 47                | –                 | 11                | 50                | 30                | 41                | 57                | –                 | –                 | 35                |
| 2003                           | Damnation and a Day - Data: 10 marca 2003 - Wydawca: Sony Music                               | 44                | 47                | 43                | 37                | 44                | 10                | 37                | 15                | 51                | 30                | 81                | 140               | –                 |
| 2004                           | Nymphetamine - Data: 27 września 2004 - Wydawca: Roadrunner Records                           | 162               | 53                | 56                | 59                | 84                | 32                | 44                | 25                | 29                | 23                | 64                | 89                | 35                |
| 2006                           | Thornography - Data: 17 października 2006 - Wydawca: Roadrunner Records                       | 46                | 35                | 20                | 58                | –                 | 16                | 48                | 27                | 48                | 37                | 71                | 66                | –                 |
| 2008                           | Godspeed on the Devil’s Thunder - Data: 28 października 2008 - Wydawca: Roadrunner Records    | 73                | 46                | 53                | 55                | 50                | 24                | 64                | 37                | 53                | 49                | 56                | 48                | –                 |
| 2010                           | Darkly, Darkly, Venus Aversa - Data: 1 listopada 2010 - Wydawca: Peaceville Records           | 95                | 89                | 50                | 64                | 97                | 18                | 55                | 43                | 83                | –                 | 61                | 99                | –                 |
| 2012                           | The Manticore & Other Horrors - Data: 30 października 2012 - Wydawca: Peaceville Records      | 106               | –                 | 63                | 92                | 99                | 24                | 94                | 56                | –                 | –                 | –                 | 96                | –                 |
| 2015                           | Hammer of the Witches - Data: 10 lipca 2015 - Wydawca: Nuclear Blast                          | 44                | 28                | 57                | 28                | 31                | 5                 | 76                | 23                | 38                | –                 | 46                | 196               | –                 |
| 2017                           | Cryptoriana - The Seductivness Of Decay - Data: 22 października 2017 - Wydawca: Nuclear Blast | 50                | 53                | 20                | 35                | 42                | 8                 | 110               | 15                |                   |                   | 24                | 14                |                   |
| "–" pozycja nie była notowana. |                                                                                               |                   |                   |                   |                   |                   |                   |                   |                   |                   |                   |                   |                   |                   |

## Albumy koncertowe
| Rok  | Album                                                                          | Uwagi |
| ---- | ------------------------------------------------------------------------------ | --- |
| 2002 | Live Bait for the Dead - Data: 19 sierpnia 2002 - Wydawca: Abracadaver Records | - Płyta została nagrana podczas koncertu w klubie Rock City w Nottingham w Anglii 14 kwietnia 2001. - Druga płyta zawiera trzy remiksy, dwa nagrania z próby dźwięku, nagrania demo, instrumentalny utwór „Deleted Scenes of a Snuff Princess”), interpretację utworu Twisted Sister pt. „The Fire Still Burns”. |

## Kompilacje
| 2002                           | Lovecraft & Witch Hearts - Data: 13 maja 2002 - Wydawca: Music for Nations       | 96 | 95 | –   |
| 2012                           | Midnight in the Labyrinth - Data: 21 kwietnia 2012 - Wydawca: Peaceville Records | –  | –  | 163 |
| "–" pozycja nie była notowana. |                                                                                  |    |    |     |

## Minialbumy
| 1996                           | V Empire or Dark Faerytales in Phallustein - Data: 1996 - Wydawca: Cacophonous Records       | –  | –  | –  | –   | –  | –  |
| 1999                           | From the Cradle to Enslave - Data: 2 listopada 1999 - Wydawca: Music for Nations             | –  | –  | –  | –   | –  | –  |
| 2001                           | Bitter Suites to Succubi - Data: 18 czerwca 2001 - Wydawca: Abracadaver Records              | 63 | 36 | 17 | 89  | 45 | 73 |
| 2011                           | Evermore Darkly... - Data: 17 października 2011 - Wydawca: Peaceville Records, Nuclear Blast | –  | –  | –  | 177 | –  | –  |
| "–" pozycja nie była notowana. |                                                                                              |    |    |    |     |    |    |

## Single
| 1998                           | „Twisted Nails of Faith”            | –  | Cruelty and the Beast           |
| 2001                           | „No Time to Cry”                    | –  | Bitter Suites to Succubi        |
| 2003                           | „Babylon A.D.”                      | 35 | Damnation and a Day             |
| 2003                           | „Mannequin”                         | –  | Damnation and a Day             |
| 2004                           | „Nymphetamine”                      | –  | Nymphetamine                    |
| 2005                           | „Devil Woman”                       | –  | Nymphetamine                    |
| 2006                           | „Temptation/Dirge Inferno”          | –  | Thornography                    |
| 2007                           | „The Foetus of a New Day Kicking”   | –  | Thornography                    |
| 2008                           | „Honey and Sulphur”                 | –  | Godspeed on the Devil’s Thunder |
| 2009                           | „The Death of Love”                 | –  | Godspeed on the Devil’s Thunder |
| 2010                           | „Lilith Immaculate”                 | –  | Darkly, Darkly, Venus Aversa    |
| 2010                           | „Forgive Me Father (I Have Sinned)” | –  | Darkly, Darkly, Venus Aversa    |
| 2012                           | „Frost On Her Pillow”               | –  | The Manticore & Other Horrors   |
| 2013                           | „For Your Vulgar Delectation”       | –  | The Manticore & Other Horrors   |
| „–” pozycja nie była notowana. |                                     |    |                                 |

## Inne
| Rok  | Tytuł                                                                                        | Uwagi           |
| ---- | -------------------------------------------------------------------------------------------- | --------------- |
| 1992 | Invoking the Unclean - Data: 20 grudnia 1992 - Wydawca: brak                                 | - demo          |
| 1992 | Orgiastic Pleasures Foul - Data: 1992 - Wydawca: brak                                        | - demo          |
| 1992 | The Black Goddess Rises - Data: październik 1992 - Wydawca: brak                             | - demo          |
| 1992 | A Pungent and Sexual Miasma - Data: 1992 - Wydawca: Mortuary Music                           | - split         |
| 1993 | Total Fucking Darkness - Data: 1993 - Wydawca: brak                                          | - demo          |
| 1996 | Slatanic Slaughter II – A Tribute to Slayer - Data: 19 grudnia 1996 - Wydawca: Voice Records | - tribute album |

## Wideografia
| 1999                           | PanDaemonAeon - Data: 5 października 1999 - Wydawca: Music for Nations - Format: VHS, DVD       | –  |              |
| 2001                           | Heavy, Left-Handed & Candid - Data: 25 listopada 2001 - Wydawca: Abracadaver - Format: VHS, DVD | 16 |              |
| 2005                           | Peace Through Superior Firepower - Data: 22 listopada 2005 - Wydawca: Roadrunner - Format: DVD  | 12 | - CAN: złoto |
| "–" pozycja nie była notowana. |                                                                                                 |    |              |

## Teledyski
| Rok  | Tytuł                                    | Reżyseria       |
| ---- | ---------------------------------------- | --------------- |
| 1999 | „From the Cradle to Enslave”             | Alex Chandon    |
| 2000 | „Her Ghost in the Fog”                   | Alex Chandon    |
| 2001 | „Born in a Burial Gown”                  | Alex Chandon    |
| 2001 | „No Time to Cry”                         | Alex Chandon    |
| 2001 | „Scorched Earth Erotica”                 | Alex Chandon    |
| 2003 | „Babalon A.D. (So Glad for the Madness)” | Wiz             |
| 2003 | „Mannequin”                              | Thomas Mignone  |
| 2003 | „The Promise of Fever”                   | Paul Allender   |
| 2004 | „Nymphetamine”                           | Dani Jacobs     |
| 2005 | „From the Cradle to Enslave”             | Steve Graham    |
| 2006 | „Temptation”                             | Adam Mason      |
| 2007 | „Tonight in Flames”                      | Paul Allender   |
| 2007 | „The Foetus of a New Day Kicking”        | Lee Lennox      |
| 2008 | „Honey and Sulphur”                      | Michael Maxxis  |
| 2009 | „The Death of Love”                      | Will Wright     |
| 2010 | „Forgive Me Father (I Have Sinned)”      | Dani Jacobs     |
| 2010 | „Lilith Immaculate”                      | Ross Bolidai    |
| 2012 | „Frost On Her Pillow”                    | Stuart Birchall |
| 2013 | „For Your Vulgar Delecation”             | –               |